# Kostel svatého Jiljí (Třebnice)
Kostel svatého Jiljí je sakrální stavba na třebnické návsi. Kostel s prostorem bývalého hřbitova je obklopený kamennou ohradní zdí, ve které je na jižní straně vstupní brána, na východní straně branka a na severu je do ohradní zdi vestavěná bývalá márnice.

## Stavební fáze
Jedná se o gotický jednolodní kostel ze 2. poloviny 14. století, který byl barokně přestavěný ve 2. čtvrtině 18. století. Z gotické etapy se dochovala původní klenba a okenní kružby v presbytáři. Dále se dochovaly dva gotické portály, jeden vedoucí do sakristie a druhý v předsíni kostela. V důsledku zanedbání po druhé světové válce se budova kostela nalézá v havarijním stavu. V roce 2007 bylo provedeno provizorní zajištění poškozené římsy, v roce 2010 proběhla rekonstrukce střechy a o několik let později rekonstrukce krovu a makovice kostelní věže.

## Stavební podoba
Jednolodní obdélný kostel sv. Jiljí je opatřen užším polygonálně zakončeným presbytářem. Na severu k němu přiléhá sakristie a dvoupatrová hranolová věž, která vznikla zvýšením původní sakristie. Presbytář je klenutý jedním polem křížové žebrové klenby s navazujícím paprsčitým závěrem. Klínová žebra se sbíhají na jehlancové a kuželové konzoly. Prostor presbytáře osvětlují hrotitá okna s původními kružbami. Do sakristie, která je klenutá křížovou klenbou, vede gotický půlkruhově zakončený portál. Presbytář se do lodi otevírá triumfálním obloukem, který je zdobený štukovými rámy s páskovými výplněmi. Loď kostela je krytá dřevěným kazetovým stropem a je opatřená dřevěnou kruchtou na západní straně. Na jižní straně lodi je umístěná čtvercová předsíň, která je klenutá křížovou hřebínkovou klenbou. V předsíni se nalézá gotický profilovaný portál.